# Tintane
Tintane este un oraș în Mauritania.